# St. Margrethen
St. Margrethen je obec ve švýcarském kantonu St. Gallen. Nachází se na východě kantonu, nedaleko trojmezí s Německem a Rakouskem; žije zde přibližně 5 900 obyvatel. Vzhledem ke své poloze je zejména významnou dopravní křižovatkou.

## Geografie
St. Margrethen leží na konci údolí Alpského Rýna, nedaleko jeho vtoku do Bodamského jezera.
Obec se nachází mezi městy St. Gallen a Bregenz přímo na švýcarsko-rakouských hranicích v blízkosti hraničního trojmezí také s Německem.
Rýn tvoří hranici mezi Rakouskem a Švýcarskem. Kromě centra osídlení se území obce dělí na různé oblasti s odlišnými geografickými charakteristikami. Na východě, na hranici s Au, se nachází Heldsberg s pevnostním muzeem a Bruggerhorn. Na jihu, při silnici směrem na Walzenhausen, se zvedá Schäflisberg, kde převažují domy ve vilovém stylu. Na Weinbergu se nachází historický hrad Weinberg. Mezi nimi se nachází čtvrť Heubüchel a Burghalde. Na západě, daleko od centra města, se nachází osada Ruderbach, která je spíše spojena s Rheineckem než se samotným St. Margrethenem. Nachází se zde také bývalá údolní stanice horské železnice Rheineck-Walzenhausen, která byla vybudována na území obce St. Margrethen. Oblast mezi Ruderbachem a jádrem osady se nazývá Romenschwanden. Severně od ní se nachází místní rekreační oblast Eselschwanz, která je součástí Starého Rýna a je zde přírodní rezervace. Jádro osady St. Margrethen se nachází mezi hlavní silnicí 13 (jih) a dálnicí A13 (sever) v oblasti mezi Bruggerhornem (východ) a Romenschwandenem (západ).
Sousedními obcemi jsou Au a Rheineck v kantonu St. Gallen, Walzenhausen v kantonu Appenzell Ausserrhoden a Gaißau, Höchst a Lustenau v rakouském Vorarlbersku.

## Historie

Letecký pohled (1924)

K raně historickým nálezům v St. Margrethenu patří neolitická kamenná sekera a meč s rukojetí a jazykem z pozdní doby bronzové. Na území obce se pravděpodobně nacházel přechod přes řeku Ad Renum na římské silnici Bregenz–Arbon.
První zmínka o obci pochází až z roku 1384 jako sant Margarethen. Ve středověku tvořily St. Margrethen a Walzenhausen součást říšského panství Höchst (zmiňovaného roku 808 jako Hostadio) na levém břehu Rýna. To patřilo k Rheingau, jehož západní hranicí byl v roce 890 označen Eichenbach (Töbelibach) u Rheinecku. Právní nástupci hrabat z Rheingau - na pravém břehu Rýna od roku 1390 rakouští vévodové, na levém břehu Rýna v letech 1490–1798 konfederovaná města - vykonávali svrchovaná práva. Nižší soud, panství a kolatura byly pod kontrolou opatství v St. Gallenu, které oblast zabezpečovalo dvěma hrady. Hrad Heldsberg, postavený v roce 1271, byl v roce 1405 zničen vojsky z Appenzellu. Hrad Grimmenstein, postavený před rokem 1254, byl spolu s dolním dvorem lénem stejnojmenných pánů, od roku 1315 baronů z Enne. V roce 1416 hrad srovnali se zemí měšťané z Kostnice a v roce 1418 získalo svrchované právo město St. Gallen. V roce 1483 získalo opatství zpět plná práva. V roce 1598 si St. Margrethen a lidé z Appenzellu vzájemně excerpovali práva a v roce 1612 si je rozdělili na dvě části - St. Margrethen-Höchst a St. Johann-Höchst. Církevně byl St. Margrethen filiálkou farnosti St. Margrethen-Höchst. Kostel svaté Margarethy byl postaven v 10. století, poprvé se připomíná v roce 1384 a jako farní byl jmenován v roce 1406 a rozšířen. Od roku 1531 byl využíván na farním základě a od roku 1874 slouží jako katolický hřbitovní kostel. V roce 1638 se Walzenhausen od St. Margrethenu oddělil a založil vlastní reformovanou farnost. V roce 1804 byl v St. Margrethen postaven reformovaný kostel a v roce 1910 katolický kostel.

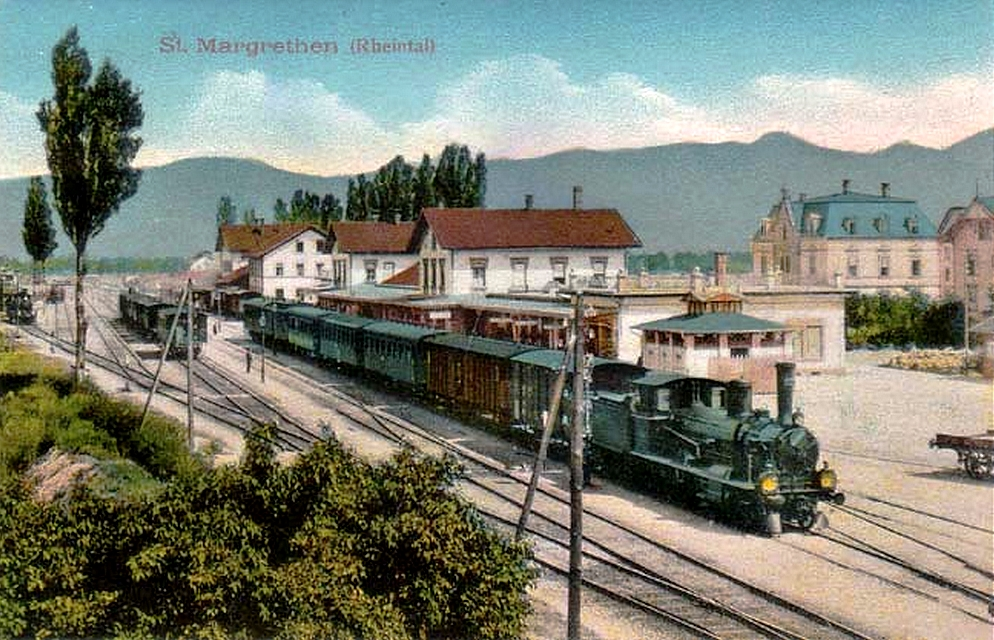
Železniční stanice (1910)

Obec St. Margrethen se rozvíjela v rýnské rovině s typickou volnou strukturou dvorů rýnských vesnic. Práci poskytovalo zemědělství a ovocnářství, rybolov, domácí textilní výroba, pískovcové lomy a vodní i pozemní doprava. Přívoz mezi St. Margrethen a Höchstem, který pocházel z pozdního středověku, byl v roce 1870 nahrazen mostem. Až do 19. století patřily vinice v oblasti kopce patricijům z Graubündenu a St. Gallenu a také špitálu a městu St. Gallen. Svědčí o tom stavby zámků Vorburg (novostavba z roku 1602) a Bergsteig (1606) a také Brüggershof (1586). Od 16. století se kvůli velkému meandru Rýna zvyšovalo nebezpečí záplav, ale St. Margrethen odmítl zkrácení říčního toku projektované od roku 1792.
Od roku 1831 do roku 2002 patřil St. Margrethen do okresu Unterrheintal. V 19. století podpořila rozvoj obce St. Margrethen státní silnice vybudovaná v letech 1825–1828, napojení na železniční síť v roce 1858 a železniční spojení do Rakouska v roce 1872. Industrializace dala oblasti kolem nádraží městské rysy.

## Obyvatelstvo
| Rok            | 1468 | 1798 | 1850 | 1900 | 1910 | 1950 | 2000 | 2005 | 2010 | 2015 |
| Počet obyvatel | 268  | 1011 | 1129 | 1944 | 3383 | 3571 | 5285 | 5314 | 5568 | 5792 |

## Doprava

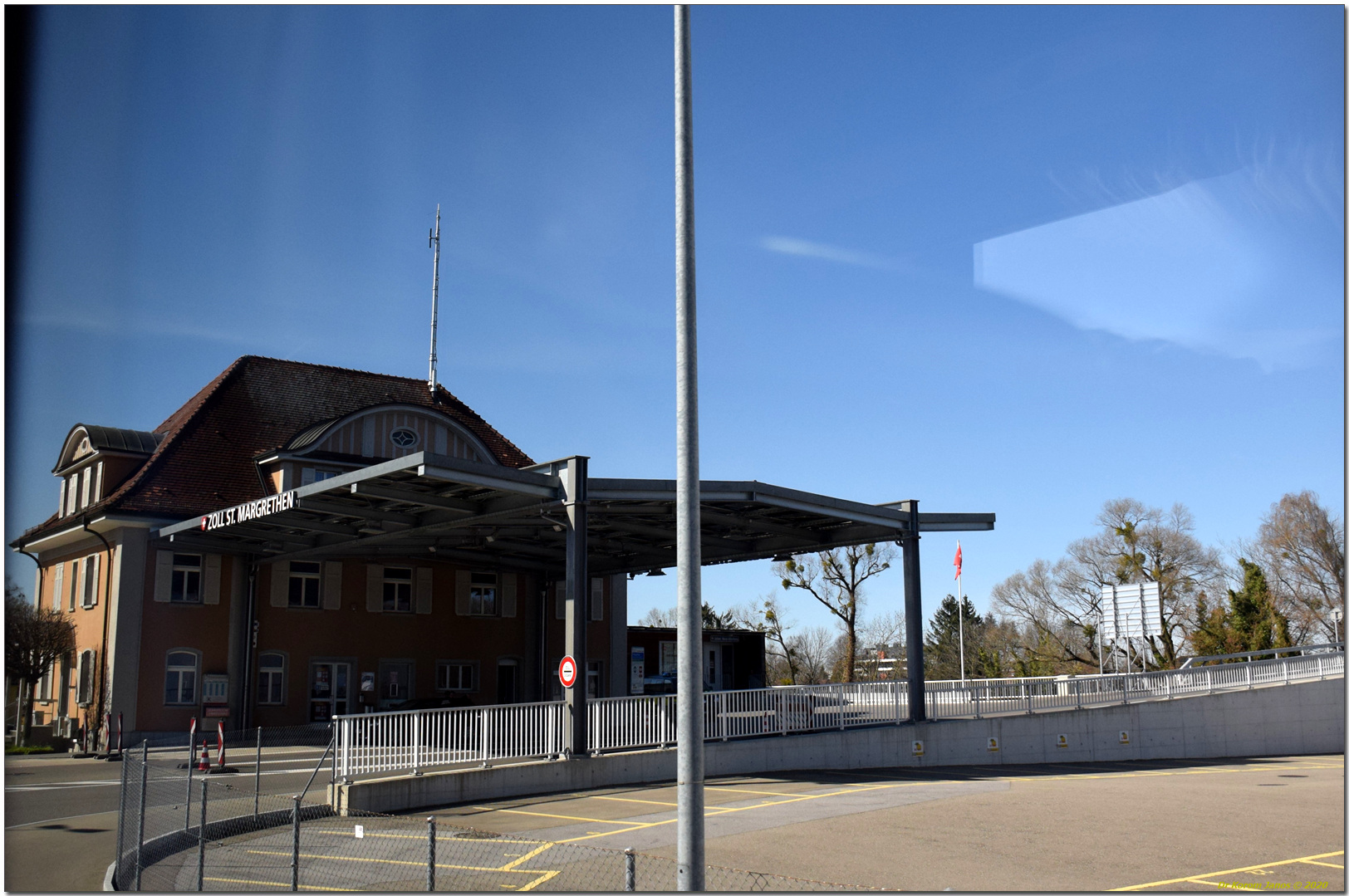
Silniční celnice v St. Margrethenu

St. Margrethen leží na severojižní dopravní cestě přes Splügenský průsmyk, kterou využívali již Římané. V roce 1858 byla otevřena trať údolím Rýna přes Sargans a Landquart do Churu a železniční trať St. Margrethen – Lauterach do Rakouska, otevřená v roce 1872, zajistila St. Margrethenu také mezinárodní železniční spojení. Železniční tunel Splügen, po kterém toužilo východní Švýcarsko, nebyl nikdy vybudován, přestože to hlavní město Bern slibovalo. Po otevření Gotthardského tunelu a Gotthardské dráhy v roce 1882 ztratila dopravní trasa přes St. Margrethen na významu.
Po otevření silničního tunelu San Bernardino v roce 1967 a otevření Gotthardského silničního tunelu v roce 1980 se údolí Rýna opět stalo důležitou severojižní transverzálou a St. Margrethen důležitým hraničním bodem pro dopravu. Vzhledem k tomu, že na dvou frekventovaných trasách Curych–Mnichov, respektive Mnichov–Milán, existuje mezera v dálniční síti odsud do rakouského Bregenzu, je celnice St. Margrethen často přetížená a často zde vznikají dopravní zácpy.
Nádraží St. Margrethen je zastávkou regionálních vlaků, vlaků Interregio Express a EuroCity provozovaných Švýcarskými spolkovými drahami SBB, Rakouskými spolkovými drahami ÖBB a Deutsche Bahn.
Letiště St. Gallen-Altenrhein je vzdálené 10 kilometrů a nabízí několik pravidelných letů denně do Vídně-Schwechatu. Letiště Curych (Kloten) je vzdáleno 110 km a letiště Mnichov 225 km.
St. Margrethen je také známý jako „východní brána do Švýcarska“.